# Sarah Jane Morris (zangeres)
Sarah Jane Morris (Southampton, 21 maart 1959) is een Engels pop-, rock-'n-roll-, jazz- en R&B-zangeres en songwriter.
In 1982 werd Morris lid van The Republic als leadzanger. De band uit Londen verkreeg grote publiciteit van de muziekpers. De band kreeg echter geen toestemming om via radiozenders uitgezonden te worden, met uitzondering van de radiozender Capital Radio. The Republic werd ingeschreven bij het muzieklabel "Oval Records Ltd" van Charlie Gillett en ze gaven een ep uit, genaamd Three Songs From The Republic en twee singles genaamd "One Chance" en "My Spies". De band boekte echter geen succes met deze nummers en de leden ging uit elkaar in 1984.
Daarna zong Morris in de band genaamd "The Happy End", een brassband, vernoemd naar de musical van Bertolt Brecht, Elisabeth Hauptmann en Kurt Weill. Ze boekten succes met hun protestliederen. Ze gaven twee albums uit met het label Cooking Vinyl.
Morris speelde ook in enkele theaterstukken, waaronder "There's Nothing Quite Like Money" van Brecht en Eisler en "Pirate Jenny" van de Driestuiversopera van Brecht en Weill.
Vanaf 1986 kreeg Morris echte bekendheid met de Communards, die het best bekend werden met hun hit "Don't leave me this way". Morris was in veel nummers te horen. Haar stem was in contrast met de falsetto van Jimmy Somerville. Ook nam ze nummers op als soloartiest. Ze gaf deze nummers uit in albums vanaf 1989. In Italië en Griekenland kenden deze nummers de meeste populariteit.

## Discografie

### Albums
| Album met eventuele hitnotering(en) in de Nederlandse Album Top 100 | Datum van verschijnen | Datum van binnenkomst | Hoogste positie | Aantal weken | Opmerkingen   |
| ------------------------------------------------------------------- | --------------------- | --------------------- | --------------- | ------------ | ------------- |
| Sarah Jane Morris                                                   | 1989                  | -                     |                 |              |               |
| Heaven                                                              | 1992                  | -                     |                 |              |               |
| Blue Valentine                                                      | 1995                  | -                     |                 |              |               |
| Fallen angel                                                        | 1998                  | -                     |                 |              |               |
| I am a woman - The best of                                          | 2000                  | -                     |                 |              | Verzamelalbum |
| August                                                              | 2001                  | -                     |                 |              |               |
| Love and pain                                                       | 2003                  | -                     |                 |              |               |
| Live in Montreal                                                    | 2004                  | -                     |                 |              | Livealbum     |
| After all these years                                               | 2006                  | -                     |                 |              |               |
| Angels at Christmas                                                 | 2007                  | -                     |                 |              |               |
| Migratory birds                                                     | 2008                  | -                     |                 |              |               |
| Where it hurts                                                      | 2009                  | -                     |                 |              |               |

### Singles
| Single met eventuele hitnotering(en) in de Nederlandse Top 40 | Datum van verschijnen | Datum van binnenkomst | Hoogste positie | Aantal weken | Opmerkingen                                               |
| ------------------------------------------------------------- | --------------------- | --------------------- | --------------- | ------------ | --------------------------------------------------------- |
| Don't leave me this way                                       | 1986                  | 04-10-1986            | 1(5wk)          | 15           | met Communards / Nr. 1 in de Single Top 100 / Alarmschijf |

| Single met hitnotering(en) in de Vlaamse Ultratop 50 | Datum van verschijnen | Datum van binnenkomst | Hoogste positie | Aantal weken | Opmerkingen                                 |
| ---------------------------------------------------- | --------------------- | --------------------- | --------------- | ------------ | ------------------------------------------- |
| Don't leave me this way                              | 1986                  | -                     |                 |              | met Communards / Nr. 1 in de Radio 2 Top 30 |

### NPO Radio 2 Top 2000
| Nummer met noteringen in de NPO Radio 2 Top 2000 | '99 | '00 | '01 | '02 | '03  | '04  | '05  | '06  | '07  | '08  | '09  | '10  | '11  | '12  | '13  | '14  | '15  | '16  | '17  | '18  | '19  | '20  | '21  | '22  | '23  | '24  |
| ------------------------------------------------ | --- | --- | --- | --- | ---- | ---- | ---- | ---- | ---- | ---- | ---- | ---- | ---- | ---- | ---- | ---- | ---- | ---- | ---- | ---- | ---- | ---- | ---- | ---- | ---- | ---- |
| Don't leave me this way (met The Communards)     | 657 | 853 | 951 | 845 | 1270 | 1988 | 1345 | 1650 | 1789 | 1535 | 1804 | 1828 | 1917 | 1894 | 1503 | 1291 | 1467 | 1366 | 1340 | 1703 | 1408 | 1306 | 1492 | 1345 | 1384 | 1319 |

1. ↑  Een vetgedrukt getal geeft de hoogste notering aan.

### Discografie met "The Happy End"
- 1985: There's nothing quite like money
- 1987: Resolution